# Shinobu Ohno
Shinobu Ohno (大野 忍, Ōno Shinobu, nascida em 23 de janeiro de 1984) é uma futebolista japonesa que atua com atacante. Atualmente joga pelo INAC Kobe Leonessa.

## Carreira
Ohno fez parte do elenco da Seleção Japonesa de Futebol Feminino, nas Olimpíadas de 2008 e 2012. E nos mundiais de 2011 e 2015.

## Títulos
Japão
- Mundial: 2011

## Clubes
| Clube              | País   | Ano         |
| ------------------ | ------ | ----------- |
| NTV Beleza         | Japão  | 1999 - 2010 |
| INAC Kobe Leonessa | Japão  | 2011 - 2012 |
| Olympique lyonnais | França | 2013        |
| AS Elfen Sayama FC | França | 2013 -      |